# Engesa

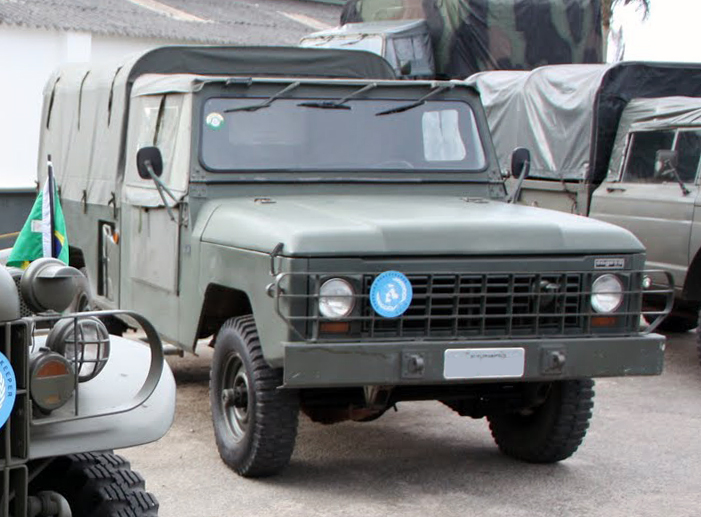
Camion EE34 utilisé par l'armée brésilienne.

L’entreprise privée Engesa - Engenheiros Especializados S/A appartenait à l’industrie de défense  brésilienne  spécialisée dans la production de véhicules blindés. Elle fut formée en 1963 et compta jusqu’à 5 000 salariés.
Le succès à l’export de ses blindés légers EE-3 Jararaca (en), EE-9 Cascavel et EE-11 Urutu permit l’ouverture de nouvelles usines en 1974 et 1984. L’arrivée sur le marché mondial de l’armement des surplus de l'ancien Pacte de Varsovie, l'échec du char EE-T1 Osório et une mauvaise gestion provoquèrent la faillite de la firme en 1993.